# 斷斑平鮋
斷斑平鮋，為輻鰭魚綱鮋形目鮋亞目平鮋科的其中一種，為深海魚類，分布於西北太平洋日本海域，棲息深度150-300公尺，體長可達25公分，棲息在底層水域，卵胎生，生活習性不明。